# Villa Allegri von Ghega
Villa Allegri von Ghega, a tipica pianta veneziana, fu costruita lungo il Naviglio del Brenta a Oriago di Mira (comprensorio della Riviera del Brenta) attorno alla metà del XVI secolo dai conti Allegri di Vughizzolo. Agli inizi del XVIII secolo (1706) la villa fu poi modificata nella struttura attuale ed adibita a casino di caccia e di gioco.
Gli interni sono decorati in parte a stucco e la villa è circondata da un ampio parco suddiviso in giardino all'italiana (nella parte fronte canale) e giardino all'inglese nella parte retrostante. È costellato da statue, colonne, una vera gotica da pozzo, un arco ed una graziosa adiacenza un tempo adibita a scuderia. Nel parco sono presenti numerosi alberi ed essenze ultra secolari.
Molti gli ospiti che hanno soggiornato in villa nel corso dei secoli. Tra i suoi ospiti ci sono importanti figure storiche come il maresciallo Josef Radetzky (da qui comandò nel 1848 l'assedio a Venezia), il maresciallo napoleonico Auguste Marmont (Duca di Ragusa), il principe d'Arenberg, il musicista Pietro Mascagni e l'avventuriero Giacomo Casanova.
Nella prima metà dell'Ottocento fu la residenza di Carl Ritter von Ghega, progettista della ferrovia del Semmering in Austria, la prima ferrovia di montagna d'Europa.